# Réseau d’information européen sur le racisme et la xénophobie
Le Réseau d’information européen sur le racisme et la xénophobie, connu également sous son acronyme anglais RAXEN (pour Racism and Xenophobia European Network), constitue un réseau européen de collecte d'informations sur la xénophobie et le racisme. 
Les données statistiques sont recueillies au niveau national puis transmise au niveau européen à l'Observatoire européen des phénomènes racistes et xénophobes, agence de l'Union européenne à l'origine de cette initiative.
Le RAXEN est constitué de « points focaux nationaux » — NPF en anglais —, qui peuvent se composer de plusieurs acteurs nationaux, collectant chacun des données.

## RAXEN en France
En France, l'Agence pour le développement des relations interculturelles (ADRI) a été le point d’appui national du réseau RAXEN depuis 2001 jusqu'à son remplacement le 1er janvier 2005 par le Groupement d’intérêt public Cité nationale de l'histoire de l'immigration. 
C'est désormais le Centre d’études sur les discriminations, le racisme et l’antisémitisme (CEDRA) qui rassemble les organismes concernés. Ce centre d'étude a pour siège celui de la Commission nationale consultative des droits de l'homme (CNCDH) auprès du Premier ministre et rassemble plusieurs structures complémentaires : l'Ined, le Cevipof, le Cadis et le Réseau RECI